# Rubus yiwuanus
Rubus yiwuanus är en rosväxtart som beskrevs av Wen Pei Fang. Rubus yiwuanus ingår i släktet rubusar, och familjen rosväxter. Inga underarter finns listade i Catalogue of Life.